# Jimmy Gopperth
James Gopperth (Nueva Plymouth, 29 de junio de 1983) es un jugador neozelandés de rugby que se desempeña como apertura.

## Carrera
Sus mayores logros los realizó en la Premiership Rugby, liga a la que llegó en 2009:
| Predecesor            | Máximo anotador                    | Sucesor              |
| --------------------- | ---------------------------------- | -------------------- |
| Glen Jackson (239)    | Con 219 puntos (Temporada 2009–10) | Jimmy Gopperth (230) |
| Jimmy Gopperth (219)  | Con 230 puntos (Temporada 2010–11) | Tom Homer (278)      |
| Gareth Steenson (258) | Con 292 puntos (Temporada 2016–17) | Por disputarse       |

## Palmarés
- Campeón del Pro 12 Rugby de 2013–14.
- Campeón de la RFU Championship de 2012–13.